# Fonderie Grassmayr
La fonderie Grassmayr (allemand : Glockengießerei Grassmayr) est un fabricant de cloches d'église situé à Innsbruck, en Autriche. L'entreprise a été fondée il y a plus de 400 ans par Bartlmä Grassmayr à Habichen, un hameau de la ville d'Oetz. La fonderie est la plus vieille entreprise familiale d'Autriche, et a fabriqué des cloches pour huit religions sur tous les continents.

## Histoire

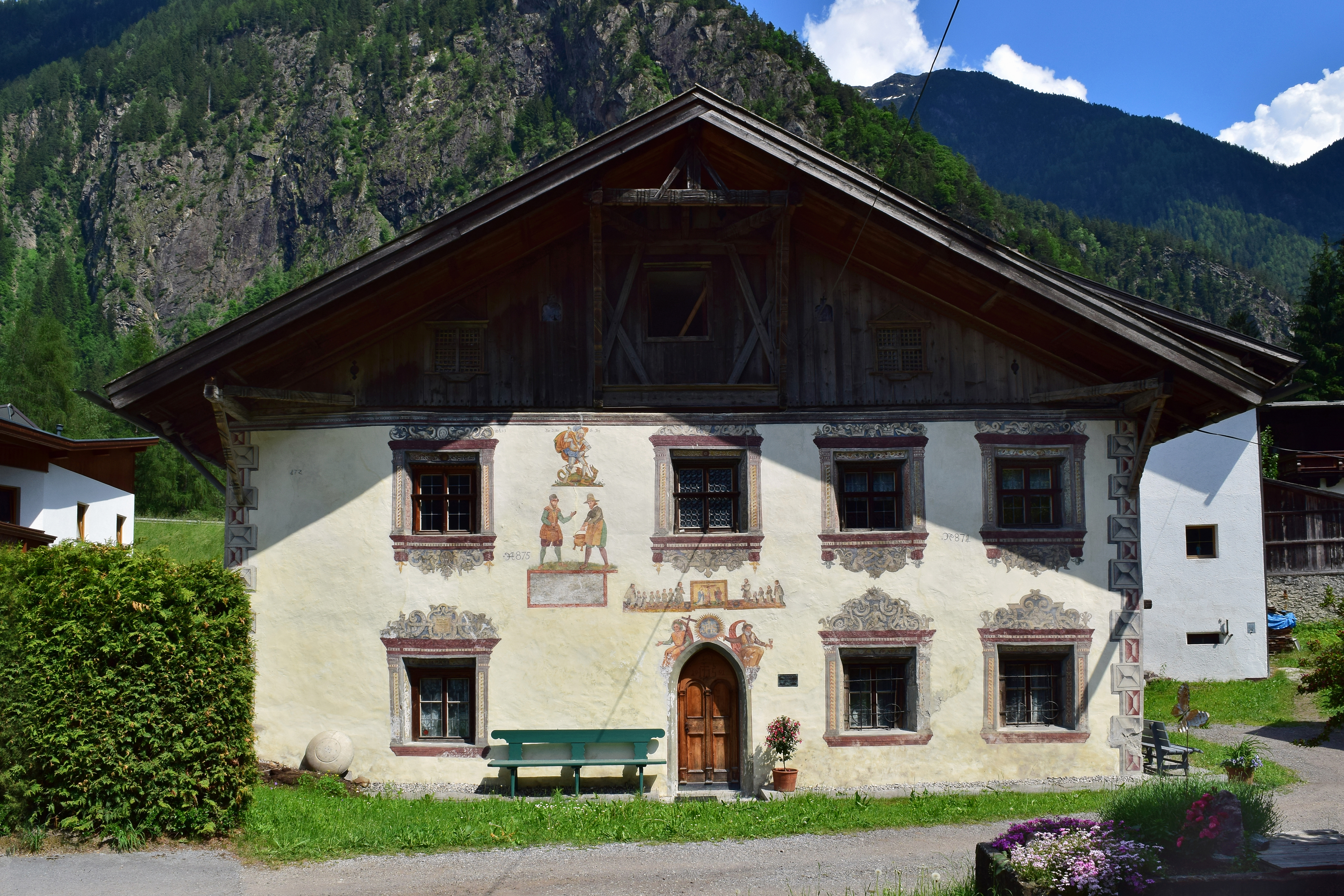
La première fonderie à Habichen.

L'entreprise est fondée en 1599 par Bartlmä Grassmayr à Habichen, dans l'Ötztal. En 1836, l'entreprise déménage à son emplacement actuel dans la résidence Straßfried d'Innsbruck. Ils ouvrent plus tard deux autres emplacements à Feldkirch et à Bressanone. Les techniques de fabrication de cloches sont transmises de père en fils pendant quatorze générations, jusqu'à la génération actuelle. L'entreprise devient au fil des ans la plus grande fonderie de tout l'Empire austro-hongrois. Avant la révolution industrielle, la fonderie Grassmayr était la seule à pouvoir fondre des récipients pour les camions de pompiers, les mortiers, les canons et les moulages artificiels. En 1996, le Musée de la cloche Grassmayr (de) reçoit le Prix du musée autrichien (de).
Alors qu'auparavant, 95 % de leurs clients étaient de l'Église catholique ou protestante, leurs commandes se sont diversifiées, provenant maintenant aussi de l'Église orthodoxe, et de communautés bouddhistes et hindoues. Ils exportent aussi dans plus de 100 pays à travers le monde. Outre la fabrication de cloches, Grassmayr produit aussi des horloges d'églises, des carillons, ainsi que des moulages de différents usages.

## Œuvres notables
Leur cloche dans la basilique de la Transfiguration du Mont Thabor pèse 15 tonnes et a été coulée en 2012,. Le patriarche de l'Église orthodoxe roumaine Daniel a commandé une cloche de Grassmayr de 25,2 tonnes pour la nouvelle cathédrale de Bucarest en 2016,. La Cloche de la paix des Alpes (de), un mémorial pour la paix à Telfs, a été conçue par Hubert Prachensky (de) et coulée par Grassmayr en 1997. La plus vieille cloche d'Italie, coulée en 1635, est aussi une œuvre de Grassmayr. Grassmayr est aussi l'auteur du plus grand carillon tubulaire du monde, coulée pour la ville d'Aarhus en 2015, pour l'année 2017, où la ville devenait capitale européenne de la culture.
En août 2020, la chaîne Youtube Honest Guide dirigée par Janek Rubeš et Honza Mikulka a financé la création de trois cloches par Grassmayr pour une église de Prague.
| Six cloches rouillées alignées contre un mur blanc avec une fenêtre. |
| Cloches dans le « cimetière de cloches » de la fonderie.             |

| Cloche posée sur un piédestal en bois sur un terrain de gazon avec un mur blanc en arrière-plan avec une plaque commémorative en métal. |
| Cloche pour la paix sur la Domplatz à Gurk.                                                                                             |

| Cloche de couleur bronze supportée par une poutre blanche en métal.   |
| Cloche de l'église de Hägendorf, dans le canton de Soleure en Suisse. |

| Toit plat d'un bâtiment jaune avec des lettres moulées blanches sur la gauche épelant Grassmayr. Petite cloche à droite sur le toit et affiche avec un couple s'embrassant sur un édifice en arrière-plan. |
| Cloche sur le toit de la fonderie. |

|                                                                        |
| Cloche nouvellement fondue pour la commune de Hopfgarten, en Thuringe. |